# Пантаевская поселковая община
Пантаевская поселковая община (укр. Пантаївська селищна громада) — территориальная община в Александрийском районе Кировоградской области Украины.
Административный центр — посёлок Пантаевка.
Население составляет 5270 человек. Площадь — 171,1 км².
Община создана 24 декабря 2019 года, путём объединения территорий Пантаевского поселкового совета Александрийского городского совета Кировоградской области, Диковского сельского совета Знаменского района и Бандуровского сельского совета Александрийского района.

## Населённые пункты
В состав общины входит 1 посёлок и 5 сёл:
- Посёлок Пантаевка
- Бандуровский старостинский округ:
  - Бандуровка
  - Морозовка
  - Олиевка
  - Ясиноватка
- Диковский старостинский округ:
  - Диковка